# Typ 63
Typ 63 je čínský raketomet, ideální pro použití v partyzánské válce. Přívěs i odpalovací zařízení se dá rozložit a dopravovat přes horské průsmyky na mulách, nebo se může připevnit na korbu auta. Během sovětské okupace Afghánistánu Čínská lidová osvobozenecká armáda prodala mnoho těchto raketometů spřáteleným partyzánům v Afghánistánu. I v pozdější Afghánské občanské válce se stále používal.